# Atletica leggera maschile ai Giochi della XX Olimpiade
Ai Giochi della XX Olimpiade di Monaco 1972 sono stati assegnati 24 titoli nell'atletica leggera maschile.

## Calendario
| Gare         |              |             |              |              |   |   |                         |                         |                   |                   |    |   |
| 100 m        | 100 m        |             | 200 m        | 200 m        |   |   |                         |                         | Staffetta 4x100 m | Staffetta 4x100 m | 24 |   |
|              |              |             | 400 m        | 400 m        |   |   | 400 m                   |                         | Staffetta 4x400 m | Staffetta 4x400 m | 24 |   |
| 800 m        | 800 m        | 800 m       |              |              |   |   |                         | 1500 m                  | 1500 m            | 1500 m            | 24 |   |
| 10000 m      | 3000 m siepi |             | 10000 m      | 3000 m siepi |   |   | 5000 m                  |                         |                   | 5000 m            | 24 |   |
| 400 m ost.   | 400 m ost.   | 400 m ost.  | 110 m ost.   | 110 m ost.   |   |   | 110 m ost.              |                         |                   |                   | 24 |   |
| Marcia 20 km |              |             | Marcia 50 km |              |   |   |                         |                         |                   | Maratona          | 24 |   |
|              | Asta         | Asta        | Triplo       | Triplo       |   |   |                         |                         | Alto              | Alto              | 24 |   |
|              | Disco        | Disco       |              | Martello     |   |   | Martello                | Lungo                   | Lungo             |                   | 24 |   |
|              |              | Giavellotto | Giavellotto  |              |   |   |                         | Peso                    | Peso              |                   | 24 |   |
|              |              |             |              |              |   |   | Decathlon (1ª giornata) | Decathlon (2ª giornata) |                   |                   | 24 |   |
|              |              |             |              |              |   |   |                         |                         |                   |                   |    |   |
| Titoli       | 1            | 1           | 4            | 3            | 3 | - | -                       | 3                       | 1                 | 2                 | 24 | 6 |

|  | Qualificazioni |  | Finali |

Per la prima volta viene prevista una giornata di riposo. È una prima volta assoluta nell'atletica leggera ai Giochi olimpici. Nelle edizioni precedenti le uniche volte in cui il programma di gare si interrompeva era per rispettare la domenica. A Monaco le gare si fermano martedì 5 per poi riprendere mercoledì 6. Curiosamente, alcune specialità iniziano prima della pausa e terminano dopo. Si tratta di: 400 metri piani, 110 m ostacoli e lancio del martello. In entrambe le gare le qualificazioni si tengono il 3-4 settembre e la finale era prevista il 6.  
Questo prevedeva il programma originario. Poi lo sconvolgente attentato terroristico contro gli atleti israeliani ferma il programma dei Giochi anche per mercoledì 6. Le gare riprendono, per decisione del CIO, giovedì 7 settembre. Per solidarietà con gli atleti israeliani, tre membri della nazionale olandese, Jos Hermens, Bram Wassenaar e Wilma van den Berg, non scendono in pista. Altrettanto fa la squadra di atletica leggera delle Filippine.
Dodici titoli sono stati assegnati nella prima parte, altrettanti nella seconda. Ecco le altre scelte effettuate dagli organizzatori:
- velocità: un giorno di pausa tra 100 e 200 metri;
- mezzofondo e fondo: i 5 000 metri erano troppo vicini ai 10 000: vengono spostati alla seconda parte della settimana. Finiscono per sovrapporsi ai 1 500, ma è normale perché le due gare, all'epoca, non sono praticate dagli stessi atleti. Si stabiliscono due giorni di riposo tra batterie e finale. I 10 000 metri, per la prima volta, si disputano su due turni (56 iscritti);
- marcia: entrambe le prove si tengono nei primi quattro giorni di gare;
- concorsi: come a Città del Messico le qualificazioni e la finale si svolgono in due giorni diversi. Fa eccezione il martello, che ha la sfortuna di svolgere la qualificazione lunedì 4 (vedi sopra).

## Nuovi record
I cinque record mondiali sono, per definizione, anche record olimpici.
| Nuovo record mondiale in       | 5 specialità: | 10000 m, 110h, 400h, 4x100, decathlon.                                        |
| Nuovo record olimpico in altre | 8 specialità: | 5000 m, 3 000 siepi, marcia 20 km e 50 km, asta, peso, martello, giavellotto. |

## Risultati delle gare
| Specialità | Oro                                                            | Risultato | Argento                                                                           | Risultato | Bronzo                                                                    | Risultato | Dettagli            |
| --- | -------------------------------------------------------------- | --------- | --------------------------------------------------------------------------------- | --------- | ------------------------------------------------------------------------- | --------- | ------------------- |
| 100 m | Valerij Borzov                                                 | 10"14     | Robert Taylor                                                                     | 10"24     | Lennox Miller                                                             | 10"33     | Classifica completa |
| 200 m | Valerij Borzov                                                 | 20"00     | Larry Black                                                                       | 20"19     | Pietro Mennea                                                             | 20"30     | Classifica completa |
| 400 m | Vincent Matthews                                               | 44"66     | Wayne Collett                                                                     | 44"80     | Julius Sang                                                               | 44"92     | Classifica completa |
| 800 m | Dave Wottle                                                    | 1'45"86   | Jevhen Aržanov                                                                    | 1'45"89   | Mike Boit                                                                 | 1'46"01   | Classifica completa |
| 1500 m | Pekka Vasala                                                   | 3'36"33   | Kipchoge Keino                                                                    | 3'36"81   | Rod Dixon                                                                 | 3'37"46   | Classifica completa |
| 5000 m | Lasse Virén                                                    | 13'26"4   | Mohamed Gammoudi                                                                  | 13'27"4   | Ian Stewart                                                               | 13'27"6   | Classifica completa |
| 10000 m | Lasse Virén                                                    | 27'38"35  | Emiel Puttemans                                                                   | 27'39"6   | Miruts Yifter                                                             | 27'41"0   | Classifica completa |
| 3000 m siepi | Kipchoge Keino                                                 | 8'23"6    | Ben Jipcho                                                                        | 8'24"6    | Tapio Kantanen                                                            | 8'24"8    | Classifica completa |
| 110 m ostacoli | Rod Milburn                                                    | 13"24     | Guy Drut                                                                          | 13"34     | Thomas Hill                                                               | 13"48     | Classifica completa |
| 400 m ostacoli | John Akii-Bua                                                  | 47"82     | Ralph Mann                                                                        | 48"51     | David Hemery                                                              | 48"52     | Classifica completa |
| Maratona | Frank Shorter                                                  | 2h12'19"8 | Karel Lismont                                                                     | 2h14'31"8 | Mamo Wolde                                                                | 2h15'08"4 | Classifica completa |
| Marcia 20 km | Peter Frenkel                                                  | 1h26'42"4 | Vladimir Golubničij                                                               | 1h26'55"2 | Hans Reimann                                                              | 1h27'16"6 | Classifica completa |
| Marcia 50 km | Bernd Kannenberg                                               | 3h56'11"6 | Veniamin Soldatenko                                                               | 3h58'24"0 | Larry Young                                                               | 4h00'46"0 | Classifica completa |
| Salto in alto | Jüri Tarmak                                                    | 2,23 m    | Stefan Junge                                                                      | 2,21 m    | Dwight Stones                                                             | 2,21 m    | Classifica completa |
| Salto con l'asta | Wolfgang Nordwig                                               | 5,50 m    | Bob Seagren                                                                       | 5,40 m    | Jan Johnson                                                               | 5,35 m    | Classifica completa |
| Salto in lungo | Randy Williams                                                 | 8,24 m    | Hans Baumgartner                                                                  | 8,18 m    | Arnie Robinson                                                            | 8,03 m    | Classifica completa |
| Salto triplo | Viktor Saneev                                                  | 17,35 m   | Jörg Drehmel                                                                      | 17,31 m   | Nélson Prudêncio                                                          | 17,05 m   | Classifica completa |
| Getto del peso | Władysław Komar                                                | 21,18 m   | George Woods                                                                      | 21,17 m   | Hartmut Briesenick                                                        | 21,14 m   | Classifica completa |
| Lancio del disco | Ludvík Daněk                                                   | 64,40 m   | Jay Silvester                                                                     | 63,50 m   | Ricky Bruch                                                               | 63,40 m   | Classifica completa |
| Lancio del martello | Anatolij Bondarčuk                                             | 75,50 m   | Jochen Sachse                                                                     | 74,96 m   | Vasilij Chmelevskij                                                       | 74,04 m   | Classifica completa |
| Lancio del giavellotto | Klaus Wolfermann                                               | 90,48 m   | Jānis Lūsis                                                                       | 90,46 m   | Bill Schmidt                                                              | 84,42 m   | Classifica completa |
| Decathlon | Mykola Avilov                                                  | 8 454 p.  | Leonid Litvinenko                                                                 | 8 035 p.  | Ryszard Katus                                                             | 7 984 p.  | Classifica completa |
| Staffetta 4×100 m | Stati Uniti Larry Black Robert Taylor Gerald Tinker Eddie Hart | 38"19     | Unione Sovietica Aleksandr Korneljuk Vladimir Loveckij Jurij Silov Valerij Borzov | 38"50     | Germania Ovest Jobst Hirscht Karlheinz Klotz Gerhard Wucherer Klaus Ehl   | 38"79     | Classifica completa |
| Staffetta 4×400 m | Kenya Charles Asati Munyoro Nyamau Robert Ouko Julius Sang     | 2'59"8    | Regno Unito Martin Reynolds Alan Pascoe David Hemery David Jenkins                | 3'00"5    | Francia Gilles Bertould Roger Vélasquez Francis Kerbiriou Jacques Carette | 3'00"7    | Classifica completa |
| record mondiale; record olimpico; record mondiale stagionale; record africano; record asiatico; record europeo; record nord-centroamericano e caraibico; record sudamericano; record oceaniano; record nazionale; record personale; record personale stagionale. |                                                                |           |                                                                                   |           |                                                                           |           |                     |

Statistiche
Dei 22 olimpionici vincitori delle gare individuali di Città del Messico, otto hanno lasciato l'attività agonistica. Inoltre due americani non si sono qualificati ai Trials (Lee Evans e Randy Matson). Dei rimanenti dodici campioni olimpici, solo il triplista Viktor Saneev riesce a confermarsi.

Tre atleti, David Hemery (400 ostacoli), Bob Seagren (Salto con l'asta) e Jānis Lūsis (Giavellotto) si presentano nella veste di campione in carica e di primatista mondiale. Finiscono rispettivamente terzo, secondo e secondo.

L'unico primatista mondiale che vince l'oro olimpico è Rod Milburn (110 ostacoli).